# Зайдль, Ульрих
Ульрих Зайдль, нем. Ulrich Seidl (р. 24 ноября 1952, Вена) — австрийский кинорежиссёр, сценарист и продюсер.

## Биография
- «Виридиана»

Вырос в Нижней Австрии (Хорн) в семье строгих католиков, врачей по профессии, в молодости планировал для себя карьеру священника.
Первыми его работами были несколько документальных фильмов: «Хорошие новости», «Модели» (о повседневной жизни фотомоделей), «Животная любовь» (о привязанности к животным).
В 2001 г. на экраны вышел его первый художественный фильм «Собачьи дни», отмеченный гран-при Венецианского кинофестиваля.
В 2003 г. основал кинокомпанию Ulrich Seidl Filmproduktion GmbH и с тех пор сам продюсировал свои фильмы.
Фильм «Импорт-экспорт» был представлен в 2007 г. на Каннском кинофестивале.
В 2012 г. вышел фильм «Рай: Любовь», первый из фильмов трилогии про трёх австрийских женщин, по-разному проводящих свой отпуск. В первом фильме женщины постбальзаковского возраста едут секс-туристками в Африку, во втором («Рай: Вера», 2012 г.) медсестра-рентгенолог добровольно становится католической миссионеркой среди иммигрантов, в третьем речь идёт о девушке-подростке в диетическом лагере («Рай: Надежда», 2013 г.). Первый из фильмов трилогии попал в номинацию Каннского фестиваля 2012 г. Фильм также удостоился Австрийской кинопремии 2013 г. за работу продюсера, режиссёра и лучшей актрисы (Маргарете Тизель).
Характерный стиль Зайдля — драмы в нарочито беспристрастной манере псевдодокументализма.
Зайдль женат на журналистке Веронике Франц (р. 1965), которая участвовала во всех его поздних фильмах как соавтор сценария и подборщица актёрского состава. В 2014 году на Венецианском кинофестивале был показан хоррор «Я вижу, я вижу», снятый Вероникой Франц и племянником Ульриха Зайдля Северином Фиала. У Ульриха Зайдля и Вероники Франц — двое детей. Семья живёт в Вене.